# Antonio I da Correggio
Antonio I da Correggio (Correggio, ... – Brescello, 9 novembre 1474) è stato un condottiero e politico italiano, conte di Correggio.

## Biografia
Era figlio di Gherardo VI da Correggio, signore di Correggio.
Fu creato cavaliere nel 1452 a Ferrara in occasione dell'elezione a duca di Borso d'Este e gli portò lo scettro. Fu al servizio degli Sforza e nel 1469, con l'appoggio dei Pio di Savoia, tentò di rovesciare Borso d'Este dalla signoria e a cacciare il fratello Manfredo dalla co-signoria di Correggio; il progetto fallì e Antonio fu costretto all'esilio. Fu nominato consigliere ducale dal duca di Milano e si ritirò a Brescello dove morì nel novembre 1474.

## Discendenza
Antonio sposò in prime nozze Bianca, figlia di Aldobrandino Rangoni (morta c. 1467 o poco dopo) e in seconde nozze Ginevra, figlia di Galasso II Pio. Ebbe tre figli:
- (non è chiaro da quale delle due mogli) Ludovica, sposò Pierfrancesco Simonetta, signore di Gamalerio (?-1487)
- Lionello, figlio naturale
- Giovanni (?-1505), figlio naturale, religioso

## Ascendenza
|                          |   |                       | Genitori                 |  |  | Nonni |  |  | Bisnonni              |  |  | Trisnonni                |  |
|                          |   |                       |                          |  |  |       |  |  | Guido IV da Correggio |  |  | Giberto III da Correggio |  |
|                          |   |                       |                          |  |  |       |  |  | Guido IV da Correggio |  |  | Giberto III da Correggio |  |
|                          |   | …                     |                          |  |  |       |  |  | Guido IV da Correggio |  |  |                          |  |
| Giberto IV da Correggio  |   |                       |                          |  |  |       |  |  | Guido IV da Correggio |  |  |                          |  |
|                          |   | Guidaccia della Palù  | …                        |  |  |       |  |  |                       |  |  |                          |  |
|                          |   | Guidaccia della Palù  | …                        |  |  |       |  |  |                       |  |  |                          |  |
|                          |   | Guidaccia della Palù  | …                        |  |  |       |  |  |                       |  |  |                          |  |
| Gherardo VI da Correggio |   | Guidaccia della Palù  |                          |  |  |       |  |  |                       |  |  |                          |  |
|                          |   | Galasso I Pio         | Manfredo I Pio           |  |  |       |  |  |                       |  |  |                          |  |
|                          |   | Galasso I Pio         | Manfredo I Pio           |  |  |       |  |  |                       |  |  |                          |  |
|                          |   | Galasso I Pio         | Fiandrina de' Bocchi     |  |  |       |  |  |                       |  |  |                          |  |
| Orsolina Pio             |   | Galasso I Pio         |                          |  |  |       |  |  |                       |  |  |                          |  |
|                          |   | Beatrice da Correggio | Giberto III da Correggio |  |  |       |  |  |                       |  |  |                          |  |
|                          |   | Beatrice da Correggio | Giberto III da Correggio |  |  |       |  |  |                       |  |  |                          |  |
|                          |   | Beatrice da Correggio | Elena Malaspina          |  |  |       |  |  |                       |  |  |                          |  |
| Antonio I da Correggio   |   | Beatrice da Correggio |                          |  |  |       |  |  |                       |  |  |                          |  |
|                          | … | …                     |                          |  |  |       |  |  |                       |  |  |                          |  |
|                          | … | …                     |                          |  |  |       |  |  |                       |  |  |                          |  |
|                          | … | …                     |                          |  |  |       |  |  |                       |  |  |                          |  |
| …                        | … |                       |                          |  |  |       |  |  |                       |  |  |                          |  |
|                          |   | …                     | …                        |  |  |       |  |  |                       |  |  |                          |  |
|                          |   | …                     | …                        |  |  |       |  |  |                       |  |  |                          |  |
|                          |   | …                     | …                        |  |  |       |  |  |                       |  |  |                          |  |
| …                        |   | …                     |                          |  |  |       |  |  |                       |  |  |                          |  |
|                          |   | …                     | …                        |  |  |       |  |  |                       |  |  |                          |  |
|                          |   | …                     | …                        |  |  |       |  |  |                       |  |  |                          |  |
|                          |   | …                     | …                        |  |  |       |  |  |                       |  |  |                          |  |
| …                        |   | …                     |                          |  |  |       |  |  |                       |  |  |                          |  |
|                          |   | …                     | …                        |  |  |       |  |  |                       |  |  |                          |  |
|                          |   | …                     | …                        |  |  |       |  |  |                       |  |  |                          |  |
|                          |   | …                     | …                        |  |  |       |  |  |                       |  |  |                          |  |
|                          |   | …                     |                          |  |  |       |  |  |                       |  |  |                          |  |